# Unas-Pyramide
Die Unas-Pyramide ist die kleinste Königspyramide des Alten Reichs und steht in Sakkara neben der Djoser-Pyramide. Unas war der letzte altägyptische König (Pharao) der 5. Dynastie und regierte etwa von 2380 bis 2350 v. Chr. Obwohl der oberirdische Teil der Pyramide kleiner als der aller seiner Vorgänger war, stellte die Pyramide einen wichtigen Meilenstein in der Entwicklung der ägyptischen Pyramiden dar. Als erster König ließ Unas die unterirdischen Pyramidenkammern mit rezitierenden Totentexten in Form von „Totensprüchen“ beschriften. Dadurch sind zum ersten Mal in der Geschichte der Menschheit  niedergeschriebene Totenliturgien nachgewiesen.
Mit der Verwendung der Pyramidentexte begründete Unas eine Tradition, die sich durch die Pyramidenbauten der Könige und Königinnen der 6. Dynastie zog und die Basis für spätere Totenliturgien wie die Sargtexte und das ägyptische Totenbuch bildete. Mit der Beschriftung der Kammern sind zudem zum ersten Mal seit der Djoser-Pyramide die Kammern der Pyramide dekoriert, was eine Abkehr von den kahlen Wänden der Pyramiden der 4. und 5. Dynastie darstellt. Obwohl die Pyramide selbst stark erodiert ist, sind die Kammern des Unterbaus gut erhalten.

## Erforschung
Die ersten Untersuchungen der Pyramide erfolgten durch John Shae Perring in den 1830er Jahren und durch Karl Richard Lepsius in den 1840er Jahren, wobei jeweils nur das Äußere des Pyramidenkomplexes erforscht wurde. Letzterer erfasste die Pyramide in seiner Pyramidenliste unter der Bezeichnung Lepsius XXXV. Nach der Entdeckung von Pyramidentexten in der Pepi-I.-Pyramide und der Merenre-Pyramide fand Gaston Maspero, der die Pyramide als erster Forscher betrat, bei der Untersuchung des Unterbaus im Jahre 1881 die ältesten Pyramidentexte. Die Pyramide war jedoch bereits in der Antike beraubt worden. Die Grabbeigaben waren entwendet, lediglich einige Mumienfragmente waren noch zu finden.
Von 1899 bis 1901 untersuchte Alexandre Barsanti den Komplex und grub dabei teilweise den Totentempel aus. Weitere Ausgrabungen des Tempels führte Cecil Mallaby Firth von 1929 bis zu seinem Tode im Jahre 1931 durch. Jean-Philippe Lauer übernahm die Leitung der Ausgrabung dann bis 1939. Selim Hassan, Zakaria Goneim und Abdul Qader Hussan führten die Arbeiten bis 1949 fort. In den 1970er Jahren grub Ahmad Moussa den Taltempel und den unteren Bereich des Aufwegs aus. 1974 erforschten Audran Labrousse, Jean-Philippe Lauer und Jean Leclant den Komplex.
In den vergangenen Jahren wurden Teile des Taltempels und des Aufwegs rekonstruiert.

## Bau der Pyramide

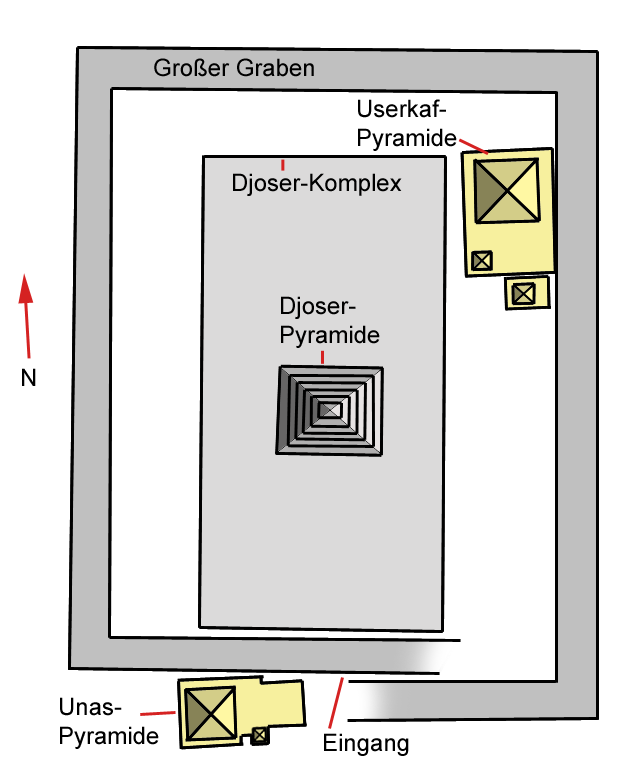
Lage der Unas-Pyramide direkt am Djoser-Komplex

Trotz seiner langen Regierungszeit – dem Königspapyrus Turin zufolge hat er 30 Jahre, nach Manetho 33 Jahre regiert – erbaute Unas die kleinste der Königspyramiden der 5. Dynastie. Als Grund für die Größenreduktion wird auf einen Rückgang der zur Verfügung stehenden Ressourcen spekuliert, da die lange Regierungszeit des Unas durchaus für einen größeren Pyramidenkomplex ausreichend gewesen wäre. Im Gegensatz zu seinen Vorgängern gab er die dicht bebaute Nekropole von Abusir als Bauplatz auf und kehrte in die alte Nekropole Sakkara zurück. Er errichtete seine Pyramide direkt südlich angrenzend an den großen Graben der Djoser-Pyramide. Dabei wurden vermutlich die oberirdischen Strukturen der Grabanlagen zweier Könige der 2. Dynastie – Hetepsechemui und Ninetjer – restlos zerstört, sofern sie zu diesem Zeitpunkt noch vorhanden waren. Die umfangreichen unterirdischen Galerien des Grabs des Hetepsechemui blieben jedoch erhalten und verlaufen zum Teil unter der Unas-Pyramide und dem Totentempel. Anstelle von Königinnenpyramiden  wurden hier wieder Mastabas für die königlichen Gemahlinnen gebaut.

## Pyramide
Die Pyramide des Unas hat eine Basislänge von 58 m (110 Königsellen) in der Grundfläche und war ursprünglich 43 m hoch. Mit einer Seitenneigung von 56° war sie die steilste Königspyramide dieses Zeitraums.
Der Kern der Pyramide bestand aus sechs Stufen aus grob behauenem Kalkstein aus lokalen Steinbrüchen. Die Größe der Steine nimmt mit zunehmender Höhe der Pyramide ab. Der Kern war mit genau behauenen und geglätteten Steinen aus feinem Tura-Kalkstein verkleidet. Von der Verkleidung sind nur einige Steine der unteren Schichten erhalten geblieben, der Rest fiel dem Steinraub zum Opfer.
Eine Inschrift auf der erhaltenen Verkleidung bezeugt die Restaurierung der Pyramide in der 19. Dynastie durch Chaemwaset, einem Sohn Ramses II. Im Mauerwerk der Pyramide wurden Spolien anderer Bauwerke gefunden, wie beispielsweise Blöcke einer Kapelle des Djedkare. Unklar ist dabei jedoch, ob diese Spolien bereits beim Bau verwendet oder bei der späteren Restaurierung durch Chaemwaset eingebracht wurden.
Aufgrund des minderwertigen, groben inneren Aufbaus und der entfernten Verkleidung erscheint die Unas-Pyramide heute als Ruinenhügel. Sie ist deutlich schlechter erhalten als die älteren Pyramiden der 4. Dynastie, da das grobe Kernmauerwerk erosiven Einflüssen im Vergleich zu dem qualitativ höherwertigen Mauerwerk der 4. Dynastie nicht standhalten konnte.

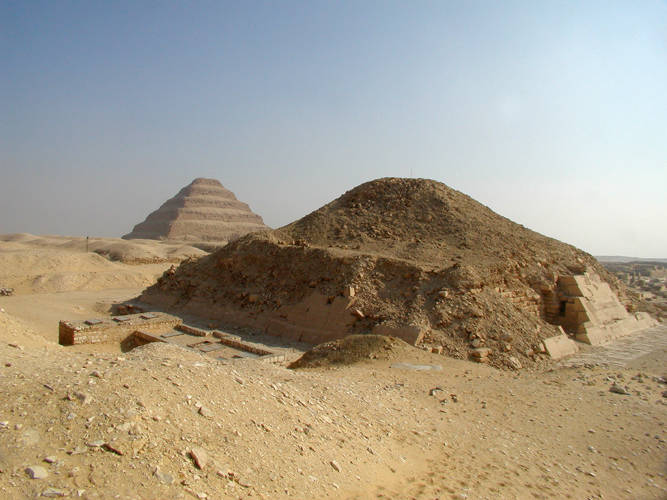
Blick von Südwesten auf die Unas-Pyramide
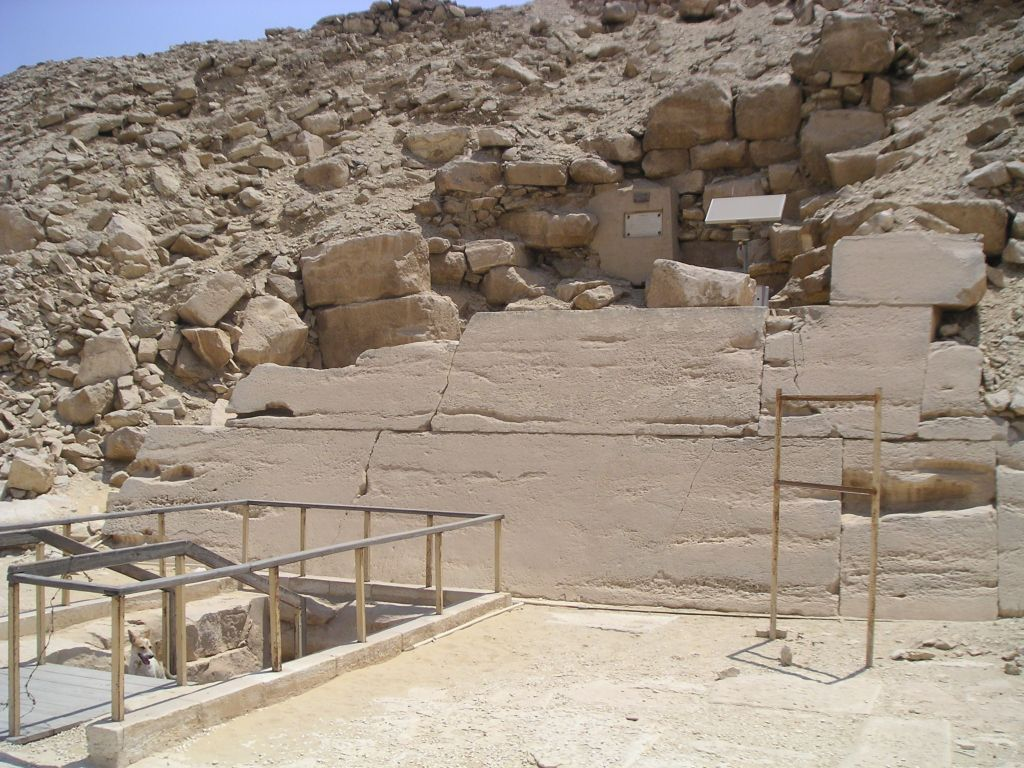
Eingang zur Pyramide sowie Teile der erhaltenen Verkleidung am Fuße der Nordseite
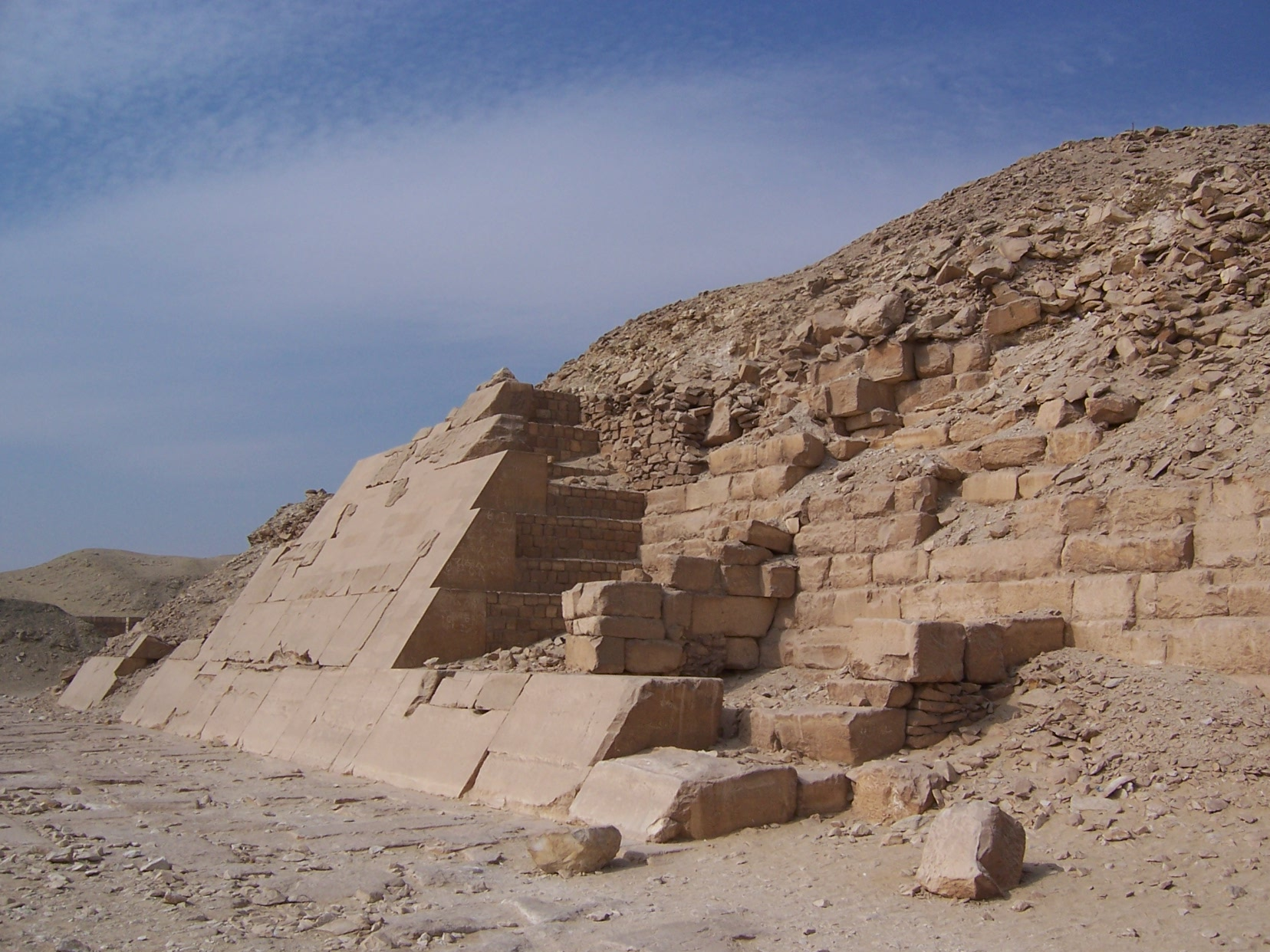
Teile der erhaltenen Verkleidung am Fuße der Südseite der Pyramide
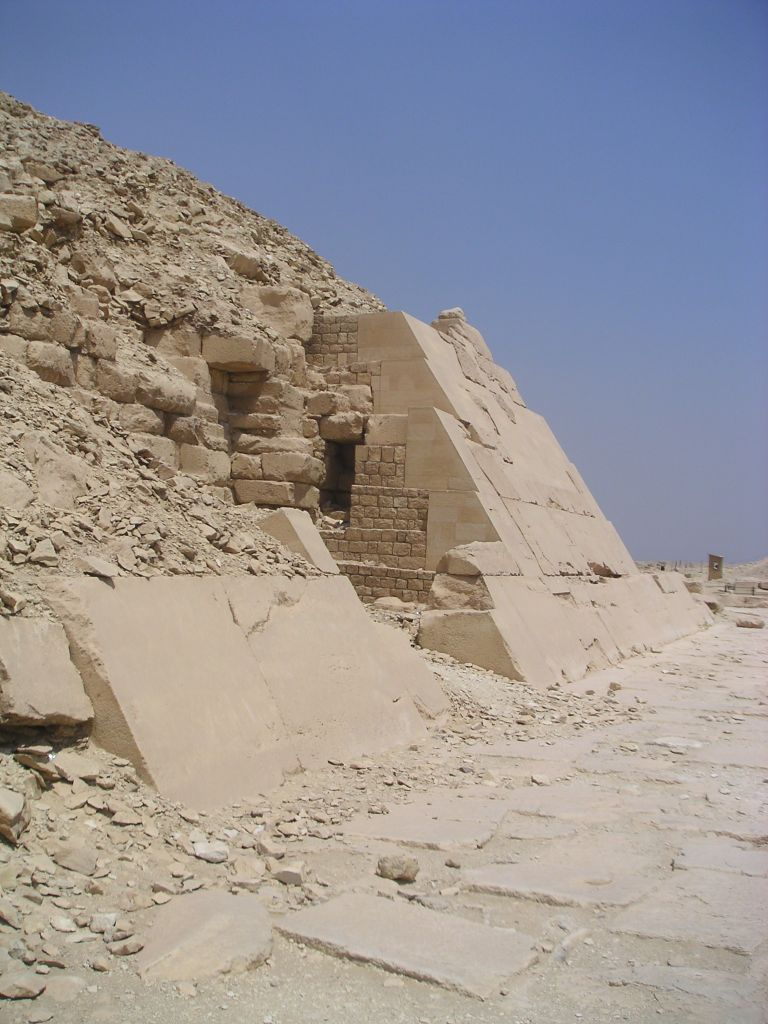
Kernmauerwerk, kleine Untermauerungssteine und Verkleidungssteine

### Unterbau

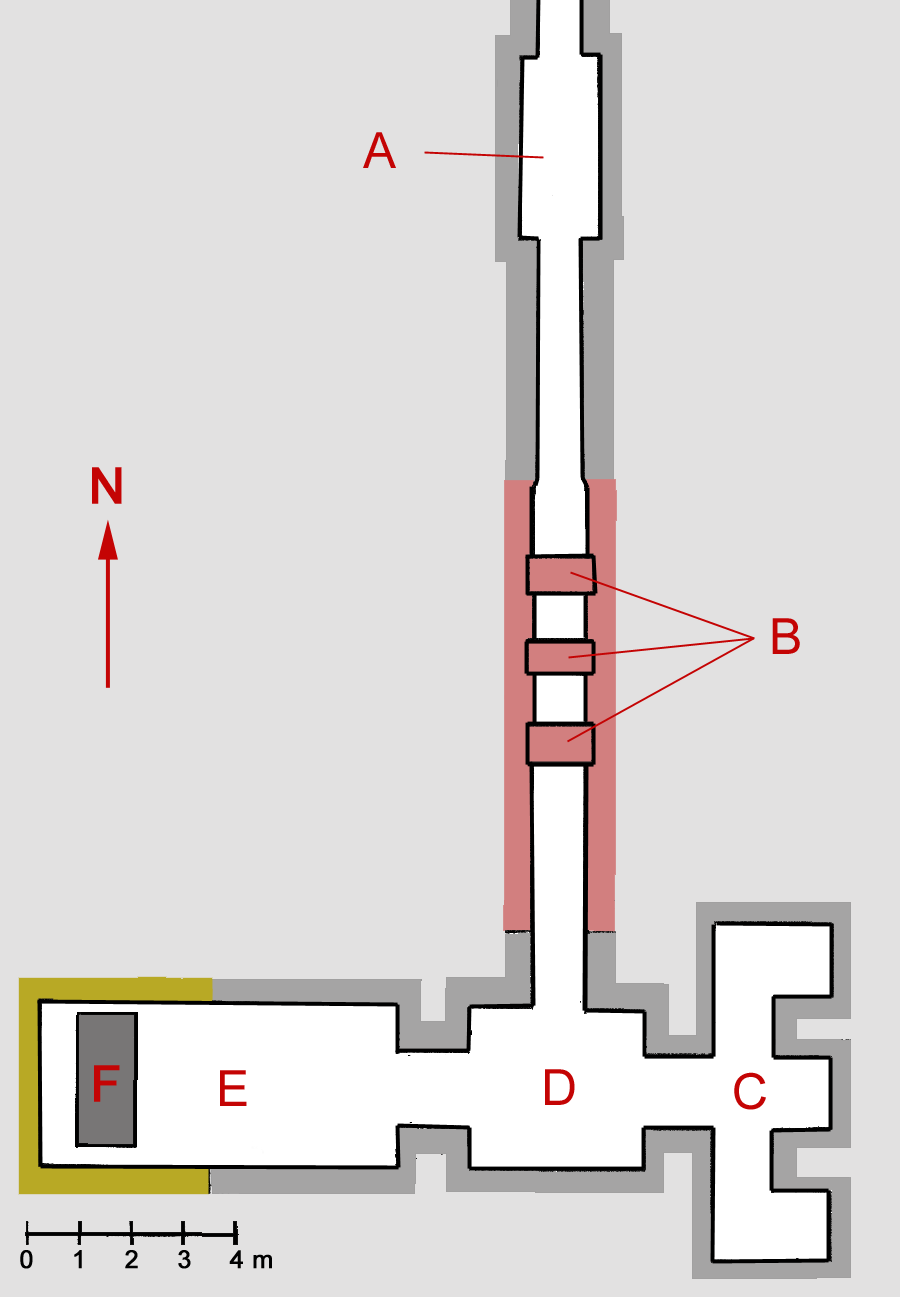
Plan des Gangsystems (A: Gangkammer; B: Sperrsteine; C: Nischenkammer; D: Vorkammer; E: Grabkammer; F: Sarkophag; grau: Kalkstein; rot: Granit; grün: Alabaster)

Der Eingang befindet sich auf Bodenniveau im gepflasterten Hof an der Nordseite der Pyramide und nicht, wie bei den meisten früheren Bauten, in der Pyramidenseite. Von dort führt eine 14,35 m lange um 22° geneigte Passage zu einer Gangkammer (A) unter der Pyramide, die die Maße von 2,47 m × 2,08 m hat. Von dort führt eine ebene, 14,10 m lange Fortsetzung zu den Kammern im Pyramideninneren. In dieser Passage befinden sich drei Fallsteinsperren aus Granit (B). Im Bereich um die Sperren besteht die Wandverkleidung ebenfalls aus Granit. Die Fortsetzung des Gangs hinter der Sperre führt zur Vorkammer (D), die sich zentral in der Mitte der Pyramide befindet und Abmessungen von 3,75 × 3,08 m besitzt. In östlicher Richtung erreicht man von dort die Drei-Nischen-Kammer (C), die 6,75 m × 2 m misst, in westlicher die Grabkammer.
Sowohl Vorkammer als auch Grabkammer (E) haben ein Giebeldach, während die Decke der Nischenkammer flach ist. Die Grabkammer hat eine Länge von 7,30 m in ostwestlicher Richtung und eine Breite von 3,08 m. Die Wände der Grabkammer in der westlichen Hälfte um den Sarkophag (F) sind mit Alabaster verkleidet und tragen ein Palastfassadenmuster, das in den Farben Weiß, Schwarz, Gelb, Rot und Blau ausgeführt ist. Die östliche Hälfte hat eine Kalksteinverkleidung.
Am Fußende des Sarkophages aus Grauwacke (nach älteren Bestimmungen fälschlich auch als Basalt angegeben) befand sich die Kanopentruhe. Im Sarkophag wurden einige Mumienüberreste gefunden, die heute im Ägyptischen Museum von Kairo aufbewahrt werden. Es ist bislang nicht geklärt, ob diese zu Unas oder einer Nachbestattung gehören.

### Dekorationsprogramm

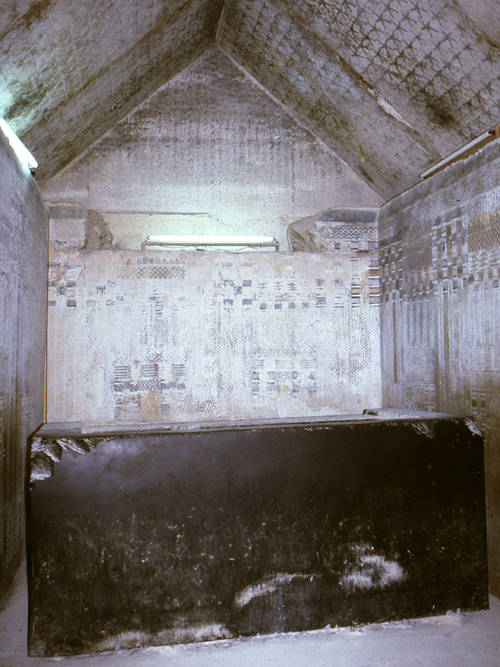
Grabkammer mit Sarkophag (Giebeltexte an der Westwand)

Der Unterbau der Unas-Pyramide ist der erste seit der Djoser-Pyramide, der Verzierungen aufweist. Ansonsten entspricht er im Aufbau weitgehend dem der Djedkare-Pyramide. In dem Gang ab der Fallsperre, in der Vorkammer und der östlichen Hälfte der Grabkammer sind die ältesten bekannten Pyramidentexte in die Kalksteinverkleidungen der Wände eingemeißelt. Die Hieroglyphen sind fein ausgearbeitet und in blauer Farbe hervorgehoben.
Die Beschriftungen dienen als fortwährende und den toten König umgebende Rezitation. Insgesamt sind 228 Sprüche vorhanden, die das Nachleben des Königs sicherstellen sollten. Der Sarkophag (F) des Königs steht vor der größtenteils unbeschrifteten Westwand in der Grabkammer (E), nur im Giebelfeld sind Abwehrsprüche gegen Schlangen angebracht. Die Grabkammerdekoration ist in die Themenbereiche „Versorgung“ und „Verklärung“ geteilt, wobei sich die Verklärungstexte von der Südwand über die südliche Durchgangswand bis zur Ostwand im Eingangsbereich erstrecken.
Die Versorgungssprüche befinden sich dagegen an der nördlichen Durchgangswand und enden in der Vorkammer (D), in der die Themen „Himmelsaufstieg des Königs“ und seine „Himmelsüberfahrt“ sowie „Erscheinen des Königs in der Götterwelt“ behandelt werden. Die Totensprüche in der Grabkammer erwecken den Anschein der direkten Rede an den König und seiner durch Versorgung und Verklärung folgenden Erhebung in eine höhere Stufe der Macht, welche in der Vorkammer nach erfolgtem „Himmelsaufstieg “den Göttern präsentiert wird.
Die aus östlicher Richtung zu betretende Grabkammer enthält an der Nordwand das Ritual der Totenspeisung und Aufzählungen zahlreicher Opfergaben an den König. Auf der Südwand befinden sich die Pyramidentexte 213–219, die den toten König beim Himmelsaufstieg in der Gestalt einer schakalköpfigen Sterngottheit mit anschließendem Übertritt in den Sonnenlauf zeigen. Dieser Teil der Grabdekoration wurde in allen nachfolgenden Pyramiden des Alten Reiches und vielen Sargtexten des Mittleren Reichs sowie in den Gräbern der Spätzeit als Anordnung beibehalten. Die Decke in den Kammern zeigt ein Sternenmotiv. Die Nischenkammer (C) ist im Gegensatz zu den anderen Kammern unbeschriftet und undekoriert.

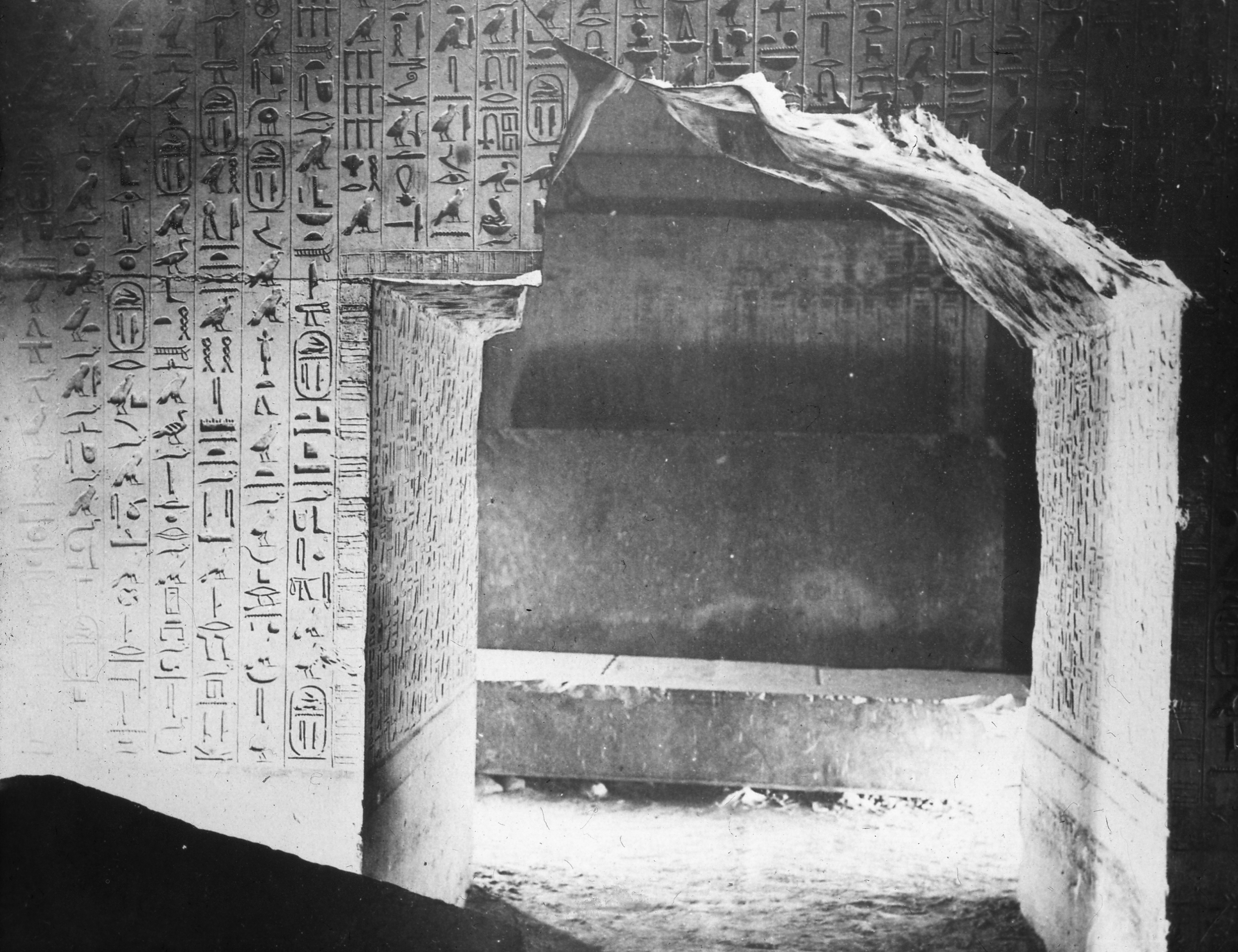
Blick von der Vorkammer in die Grabkammer. Die Wände sind mit Pyramidentexten beschriftet.

Ergänzend führte Unas hinsichtlich der „sprechenden Person“ eine fest verankerte Systematik ein, sowohl für seine wie auch für alle zukünftigen Pyramidentexte: In der Grabkammer wird der König angerufen, während in der Vorkammer und im Eingangsbereich die für den König zuständigen Gottheiten die Spruchadressaten sind.

„Erhebe dich, [König], nimm dir deinen Kopf, umfasse dir deine Knochen, sammle dir deine Glieder, wische dir die Erde von deinem Fleisch, empfange dir dein Brot, das nicht schimmeln, dein Bier, das nicht sauer werden kann. Mögest du an die Türflügel treten, die die Untertanen abwehren.
Möge dir der Himmel sich öffnen, möge dir die Erde sich öffnen […] auf dass du ausgehst und eingehst mit Re, indem du frei schreitest wie die Herren der Ewigkeit […] Möge dein Ba leben, deine Gefäße gedeihen, dein Gesicht offen sein auf den Wegen der Finsternis.“

## Pyramidenkomplex

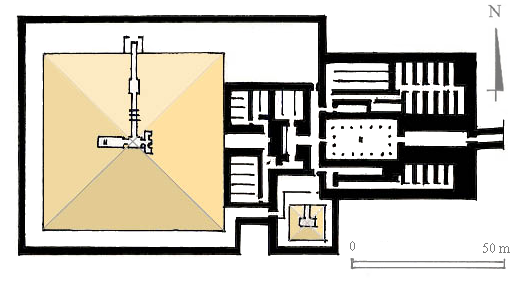
Grundriss des Pyramidenbezirks mit Totentempel, Nordkapelle und Kultpyramide

Der Pyramidenkomplex umfasst eine Kultpyramide, den Totentempel und die Nordkapelle innerhalb der Umfassungsmauer. Außerhalb der Mauer finden sich die Königinnengräber, der Aufweg, der Taltempel und die Schiffsgräber. Somit entspricht die Ausführung des Komplexes im großen dem Standard-Pyramidenkomplex, wie er sich seit der Sahure-Pyramide etabliert hatte.

### Nordkapelle
Auf der Nordseite der Pyramide befand sich die kleine, aus einem Raum bestehende Nordkapelle. Sie enthielt einen Altar und  eine Stele und umschloss den Eingang zum Unterbau. Die Nordkapelle ist weitgehend zerstört und nur noch anhand von Versatzspuren nachweisbar. Die Funktion der Nordkapelle im Herrscherkult ist noch nicht endgültig geklärt, sie diente vermutlich zu rituellen Handlungen im Zusammenhang mit dem Grabeingang und als sichtbares Monument desselben.

### Kultpyramide

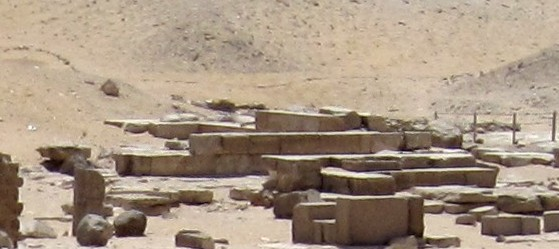
Überreste der Kultpyramide

Südöstlich der Pyramide befindet sich innerhalb der Einfassungsmauer eine kleine Kultpyramide, die bei Basismaßen von 11,5 m und einer Seitenneigung von 63° eine Höhe von 11,5 m hatte. Als Baumaterial diente ebenfalls Kalkstein aus lokalen Steinbrüchen mit einer Verkleidung aus feinem Tura-Kalkstein. Ein Eingang von Norden führt zu einer T-förmigen Kammer. Spuren einer Bestattung wurden darin nicht gefunden. Im Gegensatz zur Hauptpyramide ist der Unterbau der Kultpyramide nicht dekoriert oder beschriftet. Der Oberbau der Kultpyramide ist größtenteils abgetragen.

### Totentempel
Der Totentempel folgt in seinem Aufbau weitgehend dem der Pyramide seines Vorgängers Djedkare. Der Eingang vom Aufweg bildet ein Portal aus Rosengranit, das eine Inschrift des Teti II. trägt. Im Anschluss daran findet sich die mit Alabaster gepflasterte Eingangshalle, von der man in den offenen Säulenhof gelangt. Von den hier ursprünglich 18 Palmensäulen aus Rosengranit ist keine vor Ort erhalten. Allerdings befinden sich einige Exemplare in verschiedenen Museen (Louvre und Kairo), sowie in Tanis. Ein Fragment einer Beamtenbiographie berichtet, dass die Granitsäulen per Schiff aus Elephantine nach Sakkara transportiert wurden. Die Säulen sind beschriftet und nennen den Horus- und Eigennamen des Herrschers, sowie diverse Gottheiten. Es fand sich zudem das Fragment eines Architravs, das ebenfalls den Namen des Herrschers nennt. Rechts und links des Hofs und der Eingangshalle befanden sich Lagerräume. In diesem Bereich wurden in der Spätzeit einige Schachtgräber angelegt.
Vom Hof führt ein Eingang in den inneren Bereich des Tempels. Zunächst verläuft ein Quergang, der sowohl zu den Lagerräumen, dem Pyramidenhof, der Kultpyramide und zur Fünfnischenkapelle führt. Von dort gelangt man nach rechts zu weiteren Magazinkammern und nach links zur Vorkammer und schließlich zur Opferhalle, die ebenfalls von weiteren Magazinkammern flankiert wird. Von der Vorkammer ist praktisch nichts erhalten, von der Opferhalle lediglich eine Scheintür aus Rosengranit.

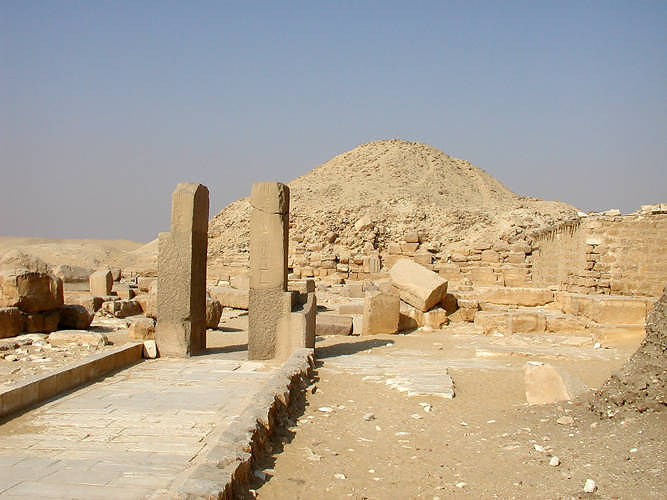
Eingang zum Totentempel
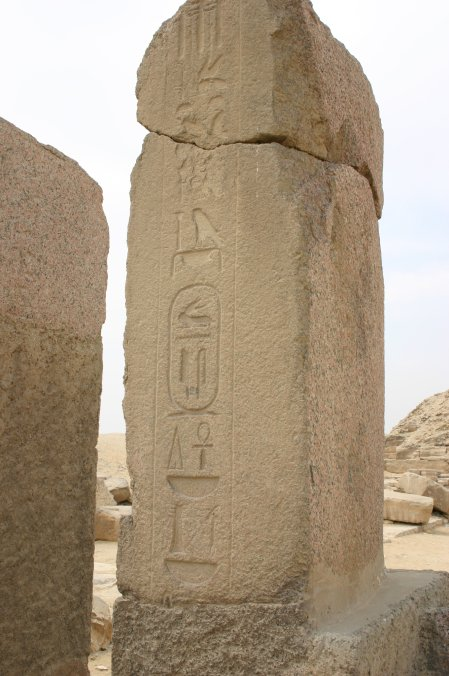
Türlaibung im Totentempel mit der Titulatur des Unas
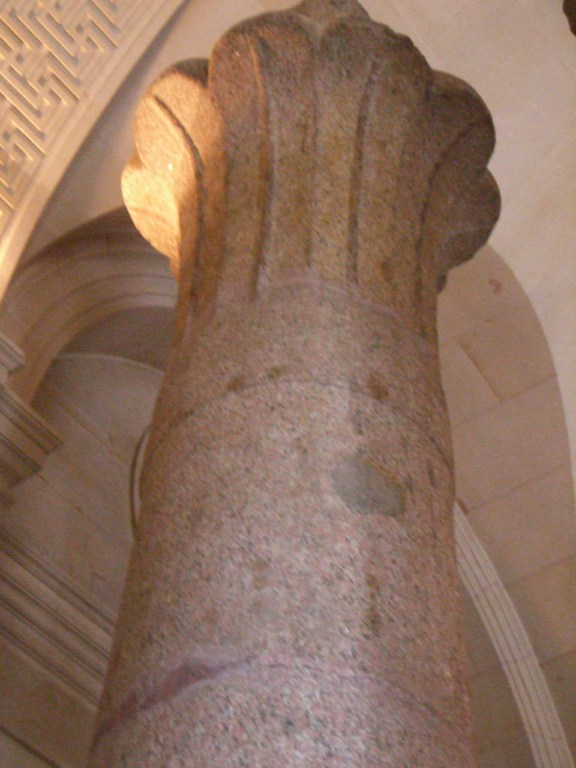
Palmensäule aus dem Totentempel im Louvre

Von der einstigen Wanddekoration des Tempels stehen nur noch wenige Fragmente. Einige fanden sich im Pyramidenkomplex des Amenemhet I. in el-Lischt. Ein Relieffragment zeigt eine Göttin, wie sie dem König die Brust gibt. Andere Fragmente zeigen Unas am Opfertisch, beim Erschlagen eines Feindes, zwischen Horus (?) und Seth, die den Herrscher krönen, und Reihen von Gottheiten. Auch das Sedfest spielte eine wichtige Rolle im Dekorationsprogramm.

### Doppelmastaba der Königinnen
Der Unas-Komplex enthält keine Königinnenpyramiden. Stattdessen befindet sich nördlich des Totentempels die Doppelmastaba seiner Ehefrauen Nebet und Chenut. Diese hatte eine ursprüngliche Länge von 49 m, eine Breite von 22 m und eine Höhe von 4 m und enthielt die beiden nahezu identischen Gräber. Das westliche Grab Chenuts ist stark beschädigt, während das östliche Nebets besser erhalten ist. Die Kapelle des Grabs der Nebet weist als ungewöhnliches Merkmal vier im Gegensatz zu den üblichen drei Statuennischen auf. Vermutlich befand sich in einer der Nischen eine Statue des Unas, während die anderen drei Statuen der Nebet enthielten.

### Schiffsgräber

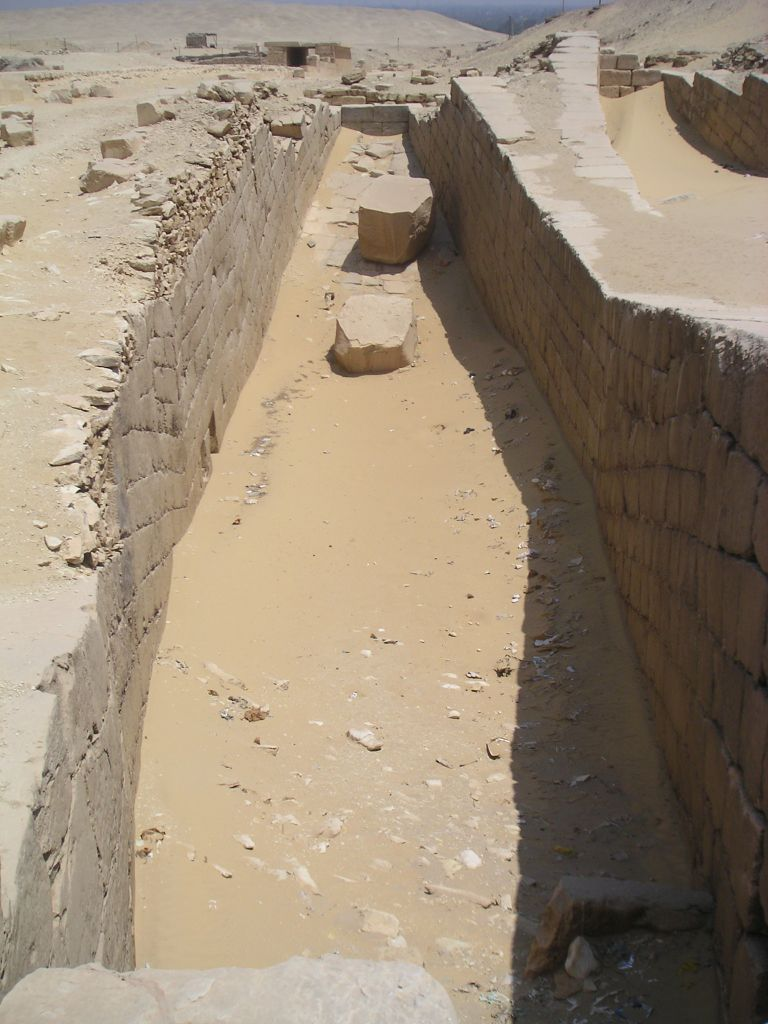
Eines der Barkengräber

Etwa 150 m östlich der Pyramide südlich des oberen Knicks des Aufwegs zur Pyramide hat man zwei 45 m lange Barkengräber aus Kalksteinmauerwerk gefunden. Die leicht geschwungenen Wände der Seitenwände folgen den Formen der schlanken Bootsrümpfe, die einst dort enthalten waren. Die Barken selbst waren jedoch zerfallen. Von den ebenfalls aus Kalkstein bestehenden Decksteinen sind nur Fragmente erhalten.

### Aufweg
Der 720 m lange Aufweg, der zwei Wendungen macht, um unebenes Gelände zu vermeiden, ist einer der längsten Aufwege zu einer Pyramide. Unebenheiten im Boden sind zum Teil durch Material aus anderen Gräbern aufgefüllt. So finden sich dort Teile der Umfassungsmauer der Djoser-Pyramide. Das Grab des Nianchchnum und des Chnumhotep wurde von Ahmed Moussa fast vollständig aus Füllmaterial des Unas-Aufwegs rekonstruiert.

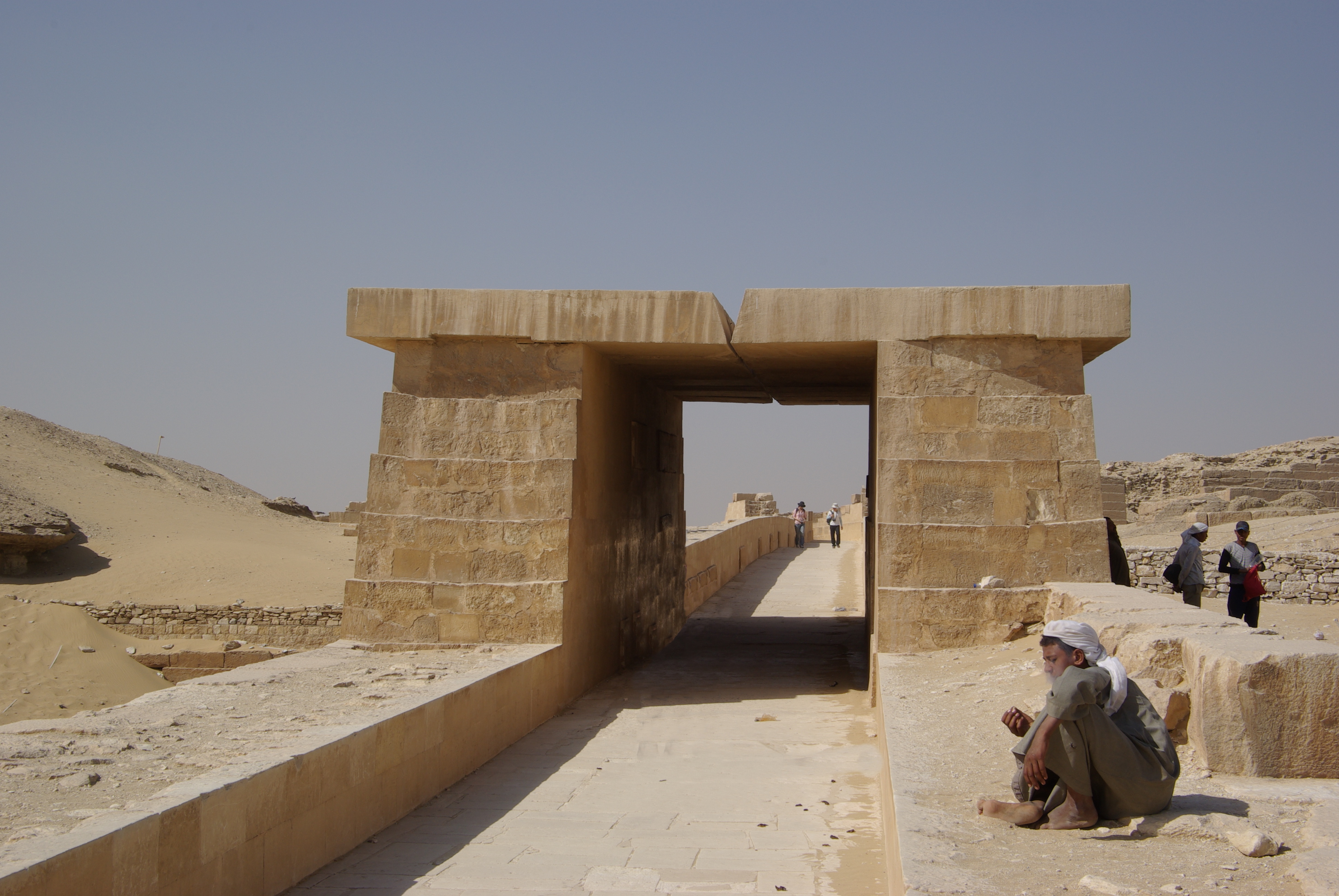
Der Aufweg – ein Segment ist vollständig mit Dach rekonstruiert
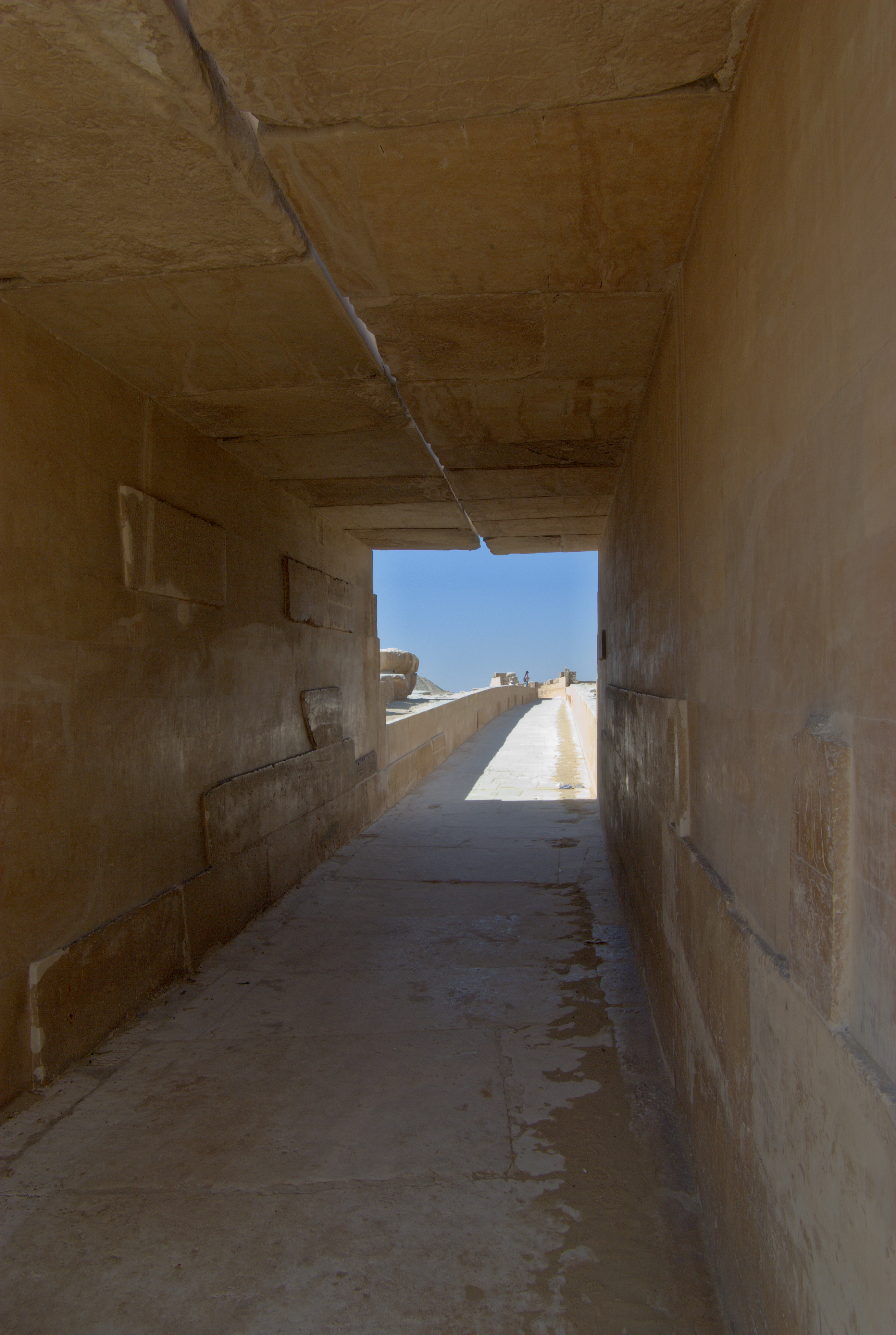
Überdachter Teil mit Lichtschlitz
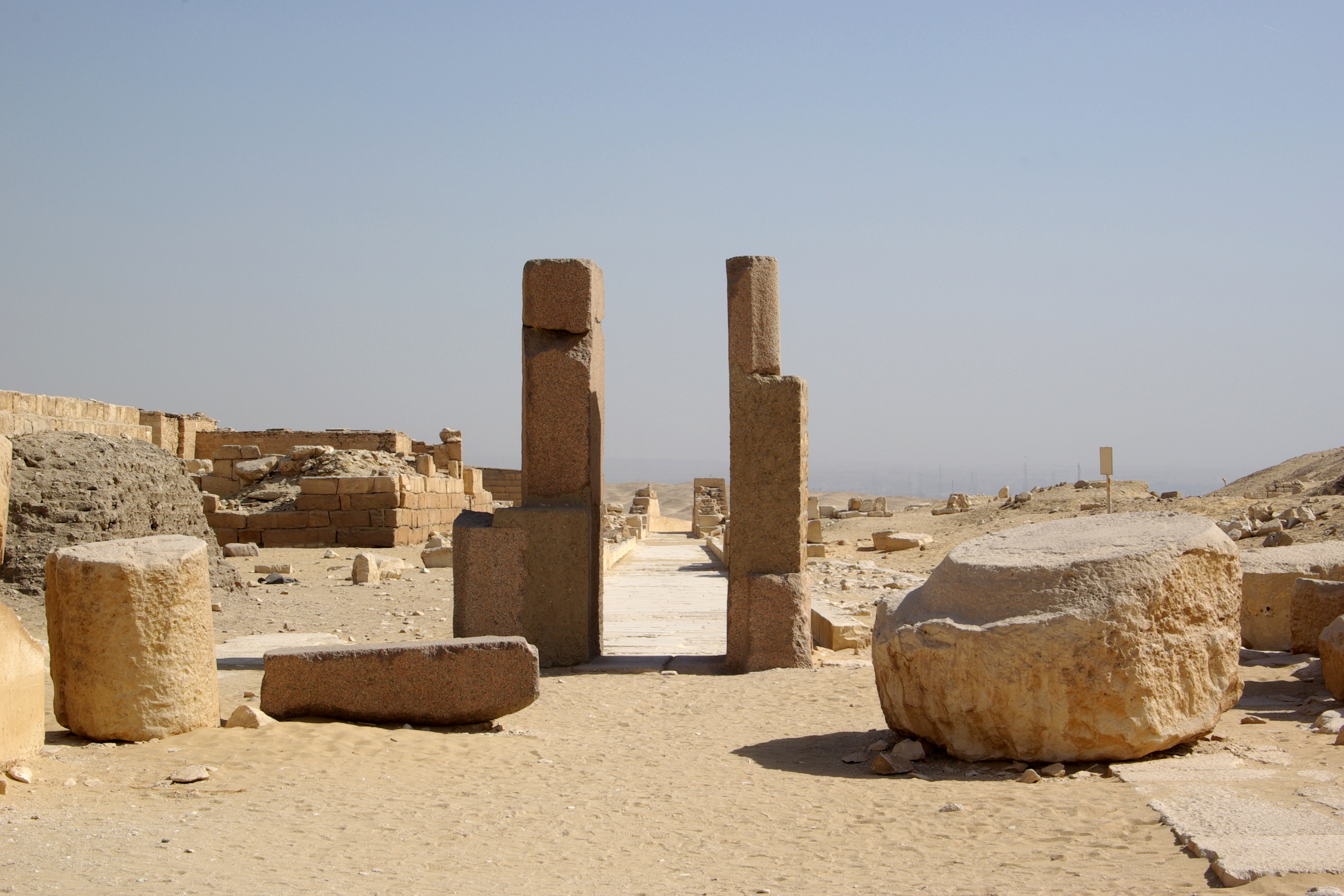
Oberer Teil des Aufweges, Blickrichtung abwärts zum Nil
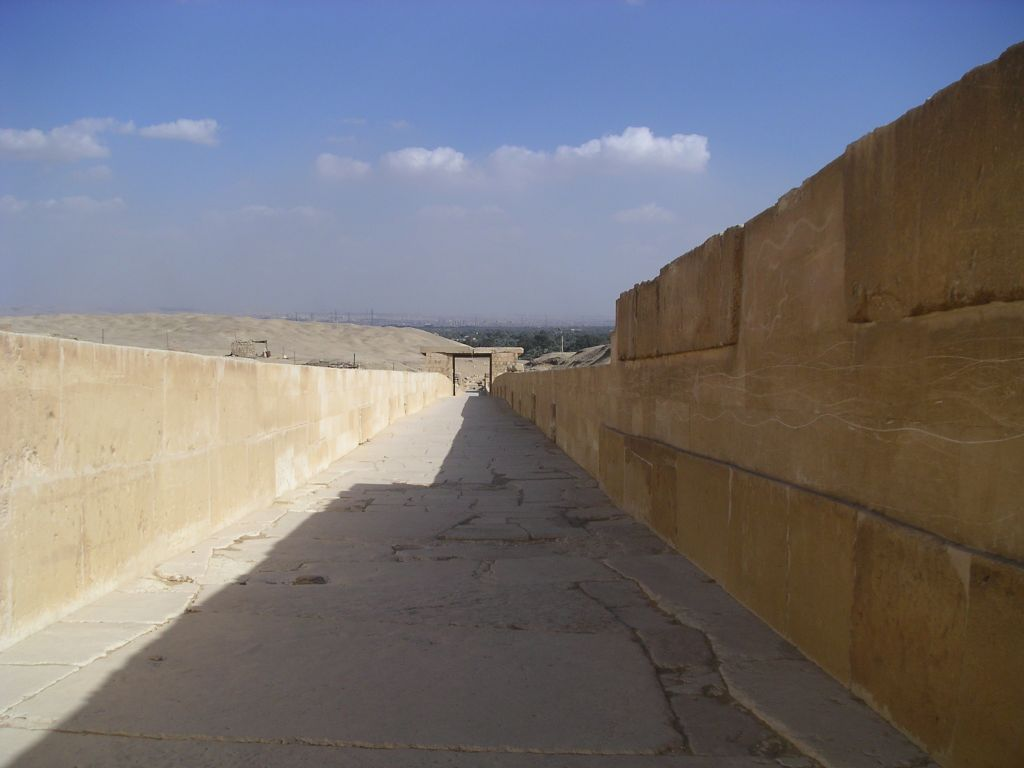
Der Aufweg

Der Aufweg war überdacht und im Inneren mit mehrfarbigen Flachreliefs verziert. Unter den Darstellungen finden sich Jagdszenen, Kriegsszenen, Kriegsgefangene, Transport von Steinsäulen und Hunger leidende Beduinen. Der Großteil der Reliefs ist jedoch verloren. Licht gelangte durch eine keilförmige Spalte im Dach in den Gang. Zugleich verhinderte diese Konstruktion, dass eindringendes Regenwasser an die reliefgeschmückten Seitenwände gelangte.

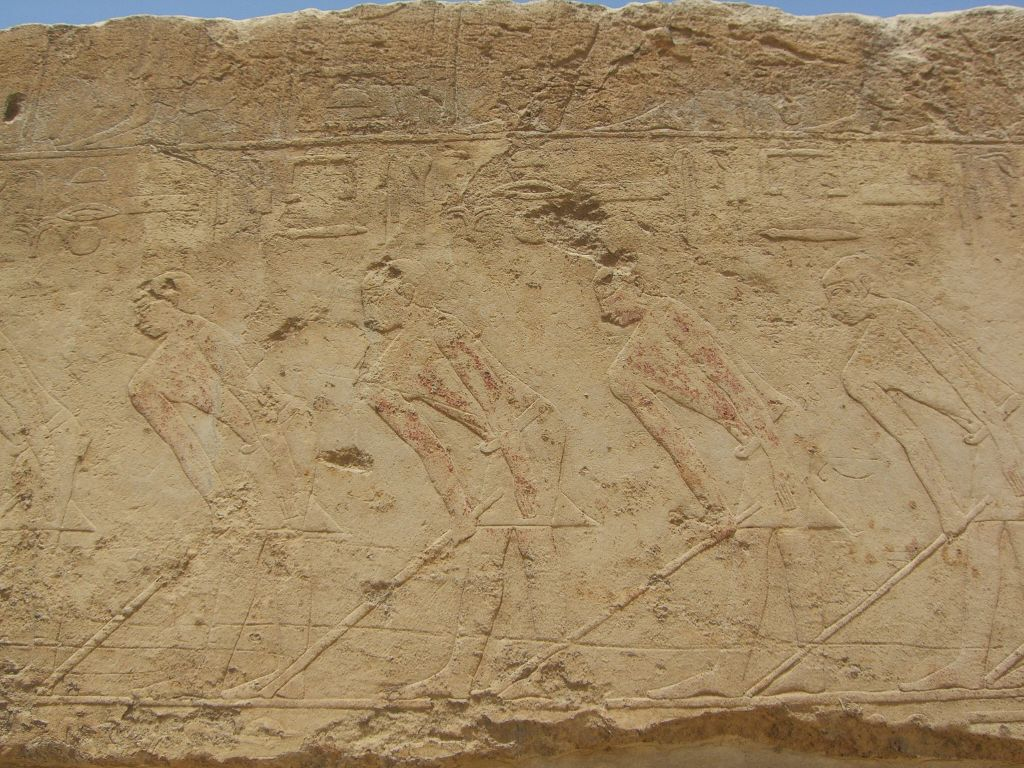
Relief aus dem Aufweg
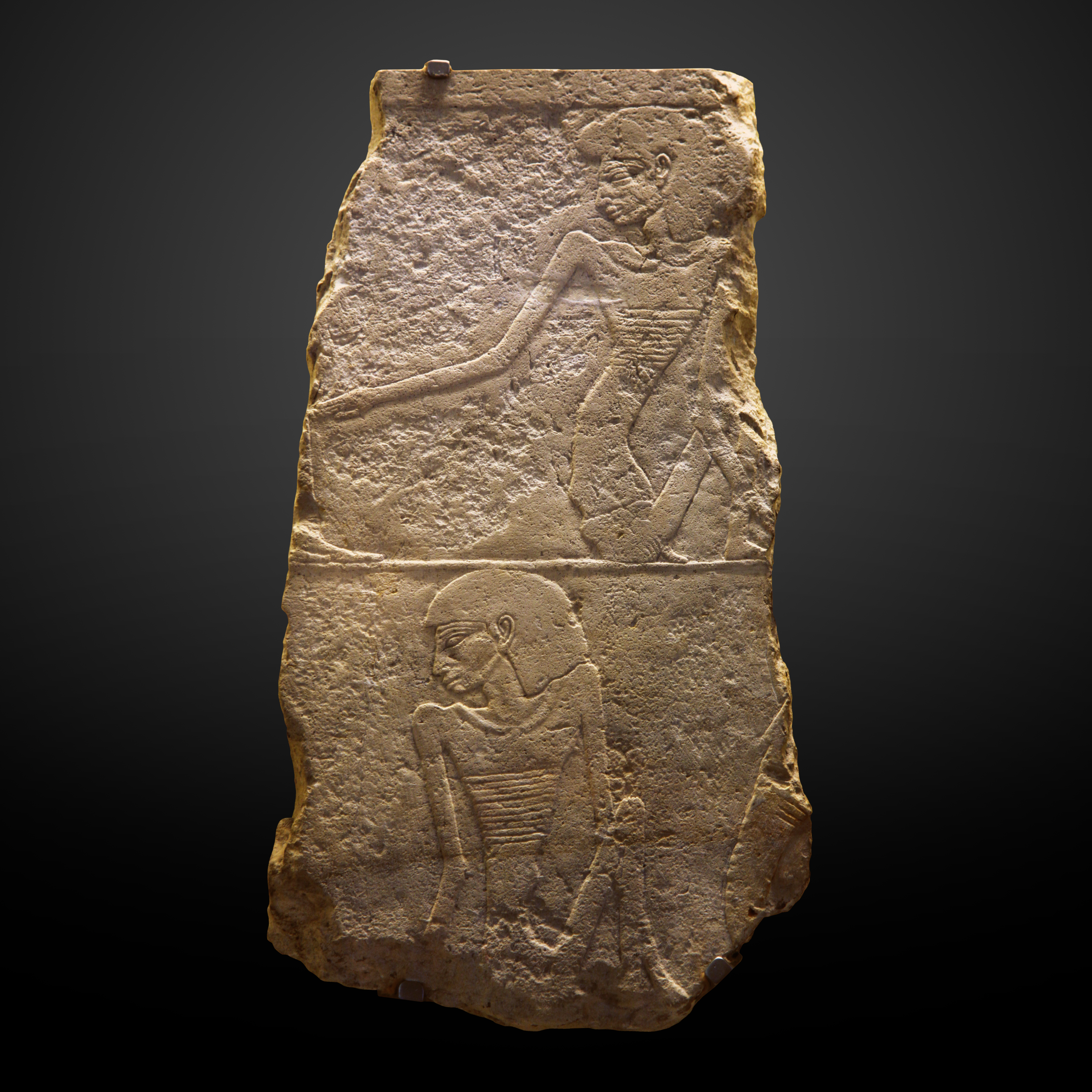
Reliefdetail mit verhungernden Beduinen

### Taltempel

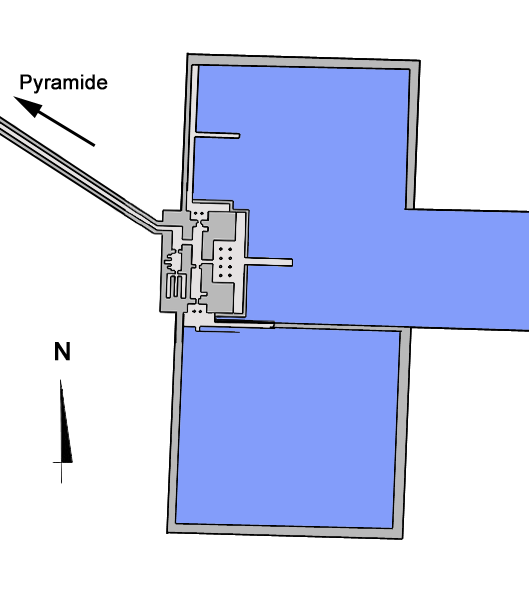
Taltempel und Hafenanlage

Der Taltempel lag mitsamt seiner Hafenanlage am Westufer eines heute nicht mehr existenten Sees, der auch als Unas-See bezeichnet wird. Der Tempel ist durch Steinraub stark beschädigt, jedoch ist ein Teil der Säulen in verschiedenen Museen erhalten geblieben. Der Zugang zum Taltempel erfolgte von der Ostseite über die Kaianlagen des Hafens. Hier standen einst acht ca. acht Meter hohe Säulen aus Rosengranit. Zwei weitere Eingänge befanden sich im Norden und Süden, die jeweils mit zwei Säulen von je 5,21 m Höhe geschmückt waren. An der Westseite des Taltempels begann der Aufweg zur Pyramide. Von der Dekoration des Tempels sind nur wenige Fragmente erhalten. Die Motive der Dekoration waren Gottheiten, Opfergabenträger und Schiffe.
Ein Raum des Taltempels wurde am Ende des Alten Reiches als Bestattungsplatz für einen Prinzen benutzt. Hier fand sich der Sarkophag des Ptahschepses, der noch reichen Schmuck sowie die Mumie eines älteren Mannes enthielt. Weder die Identität des Prinzen noch der Grund für die Bestattung im Taltempel sind bislang hinreichend geklärt. Guy Brunton hielt ihn für einen Sohn des Unas, dessen Grab nach der Beisetzung geplündert wurde und dessen Leichnam in den Tempel umgebettet wurde. Aidan Dodson hält ihn hingegen für einen Sohn Pepis II., der sich einen Sarkophag aus einem Grab der 4. Dynastie angeeignet und für seine eigene Bestattung verwendet habe.

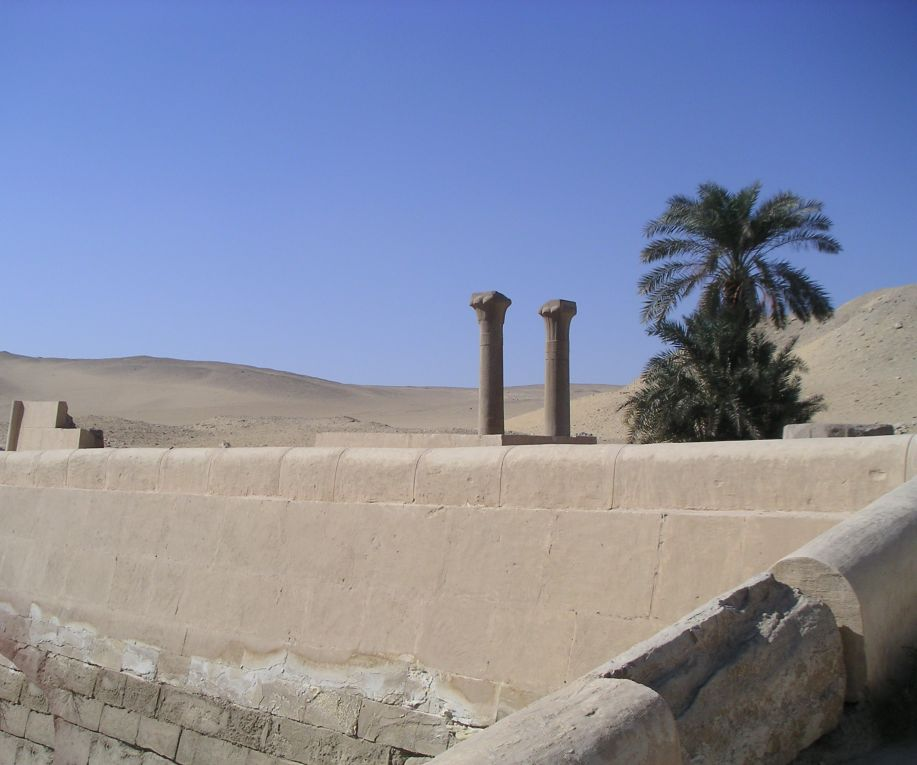
Überreste des Taltempels
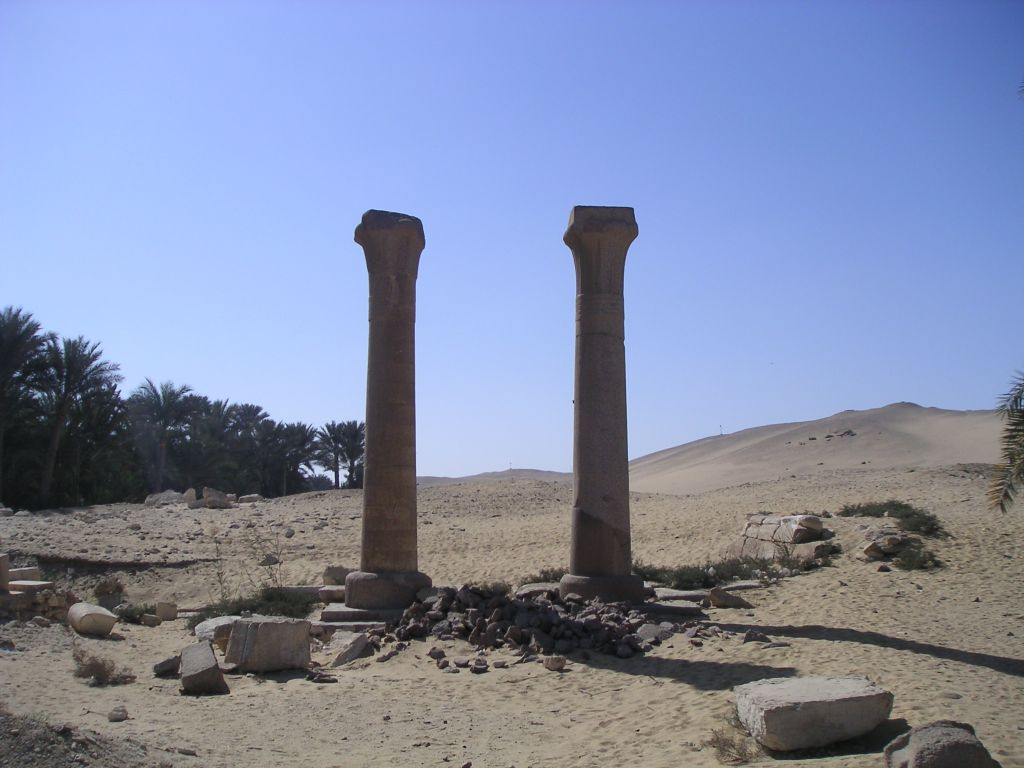
Granitsäulen des Taltempels

### Allgemeines
- Zahi Hawass: Die Schätze der Pyramiden. Weltbild, Augsburg 2004, ISBN 3-8289-0809-8
- Peter Jánosi: Die Pyramiden. Beck, München 2004, ISBN 3-406-50831-6
- Jean-Philippe Lauer: Die Königsgräber von Memphis. Grabungen in Sakkara. Lübbe, Bergisch Gladbach 1988, ISBN 3-7857-0528-X
- Mark Lehner: Das Geheimnis der Pyramiden. Econ, Düsseldorf 1997, ISBN 3-572-01039-X
- Miroslav Verner: Die Pyramiden (= rororo-Sachbuch. Band 60890). Rowohlt, Reinbek bei Hamburg 1999, ISBN 3-499-60890-1.
- Rainer Stadelmann: Die ägyptischen Pyramiden. Vom Ziegelbau zum Weltwunder (= Kulturgeschichte der Antiken Welt. Band 30). 3., aktualisierte und erweiterte Auflage. Philipp von Zabern, Mainz 1997, ISBN 3-8053-1142-7.

### Grabungspublikationen
- Audran Labrousse, Jean-Philippe Lauer, Jean Leclant: Mission archéologique de Saqqarah. II, Le temple haut du complexe funéraire du roi Ounas. (= Bibliothèque d'étude. Kairo. (BdE)  Nr. 73). Institut français d'archéologie orientale du Caire, Le Caire 1977.
- Audran Labrousse, Ahmed M. Moussa: Le temple d'accueil du complexe funéraire du roi Ounas. Institut français d'archéologie orientale, Kairo 1996, ISBN 2-7247-0168-2.
- Audran Labrousse, Ahmed Moussa: La chaussée du complexe funéraire du roi Ounas. Institut français d'archéologie orientale, Kairo 2002, ISBN 2-7247-0311-1.

### Detailfragen
- Georges Goyon: Les navires de transport de la chaussée monumentale d'Ounas. In: Bulletin de l'Institut français d'archéologie orientale. Bd. 69, 1971, S. 11–41

### Pyramidentexte des Unas und deren Anordnung
- Jan Assmann: Tod und Jenseits im Alten Ägypten. Beck, München 2003, ISBN 3-406-49707-1
- Jürgen Osing: Zur Disposition der Pyramidentexte des Unas. In: Mitteilungen des Deutschen Archäologischen Instituts Kairo (MDAIK), Bd. 42, 1986, S. 131–144